# Kulików (hromada)
Kulików – hromada terytorialna w rejonie lwowskim obwodu lwowskiego Ukrainy. Siedzibą hromady jest wieś Kulików.
Hromadę utworzono  w ramach reformy decentralizacji.

## Miejscowości hromady
W skład hromady wchodzi osiedle typu miejskiego Kulików i 16 wsi

- Kulików – osiedle typu miejskiego, centrum hromady
- Artasów
- Doroszów Mały
- Doroszów Wielki
- Hrebeńce
- Koszelów
- Kościejów
- Mierzwica
- Mohylany
- Nadycze
- Nowe Sioło
- Przemiwółki
- Smereków
- Stroniatyn
- Sulimów
- Udnów
- Zwertów